# Phil Bancroft
Phil Bancroft (* 29. Januar 1967 in London) ist ein britischer Jazzsaxophonist.

## Leben und Wirken
Bancroft kam im Alter von neun Jahren mit seiner Familie nach Schottland. Seine ersten Auftritte als Jazzmusiker hatte er mit seinem Vater, einem Pianisten und seinem Zwillingsbruder, dem Schlagzeuger Tom Bancroft. Daneben trat er mit dem Gitarristen Mike Walker, den Bassisten Reid Anderson und Steve Watts und den Schlagzeugern Thomas Strønen und Marcello Pellitteri auf.
Der Schüler von George Garzone, David Liebman und Steve Coleman wurde Ende der 1980er Jahre als Gründungsmitglied, musikalischer Leiter und Komponist des John Rae Collective bekannt. Er folgte John Rae auch in die Gruppe Celtic Feet (mit Brian Kellock, dem Bassisten Mario Caribé, dem Konzertinaspieler Simon Thoumire und der Fiddlespielerin Eilidh Shaw). Außerdem trat er mit Sun Ra, Tommy Smith und Kenny Wheeler auf.
1994 gründete er mit seinem Bruder und Kevin Mackenzie das Trio ABB, mit dem er mehrere Alben aufnahm. Seit 2002 leitet er ein Quartett mit Mike Walker, Reid Anderson und Thomas Strønen. Zudem arbeitet er mit Reid Anderson, David Berkman und der französischen Musikergruppierung ARFI zusammen, trat mit Winston Mankunku in Kapstadt auf, begleitete die Jazzsängerin Carol Kidd, trat als Solist in zwei Suiten von Kenny Wheeler mit dem Scottish National Jazz Orchestra auf und beteiligte sich an einem Tanzprojekt von Iona Kewney.

## Diskografische Hinweise
Alben unter eigenem Namen
- Swings and Roundabouts (Caber, 1998)
- Headlong (Caber, 2004)

Alben als Sideman
- John Rae: Celtic Feet
- John Rae’s Celtic Feet: Beware the Feet
- Trio AAB Cold Fusion, 1998
- Swirler: Swirler
- Trio AAB: Wherever I Lay My Home That’s My Hat, 1999
- Trio AAB und Brian Finnegan: Stranger Things Happen at C, 2003